# Аньезиана
Аньезиа́на (англ. agnesiana — кривая Аньези) (частный случай — верзие́ра) — гиперболизм окружности с полюсом на этой окружности и произвольной прямой, перпендикулярной диаметру окружности с концом на полюсе.
В декартовых координатах аньезиана — это гиперболизм окружности 
{\displaystyle x^{2}+(y-a)^{2}=a^{2}}
с радиусом {\displaystyle a} и полюсом в начале координат на окружности и прямой {\displaystyle y=b}, имеющий следующее уравнение:
{\displaystyle \left(x{\frac {y}{b}}\right)^{2}+(y-a)^{2}=a^{2},}
или
{\displaystyle y(b^{2}+x^{2})=2ab^{2};}
или
{\displaystyle y={\frac {2ab^{2}}{b^{2}+x^{2}}}.}
Полагают, что {\displaystyle a>0}: при {\displaystyle a=0} аньезиана вырождается в ось абсцисс.
Относится к плоским алгебраически кривым 3-го порядка.
Аньезиана — это кривая, обладающая следующими простыми свойствами:
- неограниченная;
- имеет одну асимптоту.
- связная;
- имеет бесконечно удалённую изолированную точку в направлении оси ординат;
- особых точек нет;
- имеет одну ось симметрии.

Образующая окружность есть антигиперболизм аньезианы.
Своё название аньезиана получила в честь итальянского математика Марии Гаэтаны Аньези, исследовавшей  частный случай этой кривой — верзиеру — в 1748 году. Ранее верзиеру изучали Пьер Ферма в 1630 году и Гвидо Гранди в 1703 году.

## Определения аньезианы

### Определение и уравнение
Аньезиа́на (англ. agnesiana — кривая Аньези) — гиперболизм окружности, ограниченный тем, что его полюс расположен на этой окружности, и произвольной прямой, перпендикулярной диаметру окружности с концом на полюсе. Эта окружность называется образующей, или производящей. Точка образующей окружности, диаметрально противоположная полюсу, называется вершиной аньезианы.
В декартовых координатах аньезиана — это гиперболизм окружности 
{\displaystyle x^{2}+(y-a)^{2}=a^{2}}
с радиусом {\displaystyle a} ограниченный тем, что его полюс расположен на окружности, куда удобно поместить также и начало координат, и произвольной прямой {\displaystyle y=b}. Такой гиперболизм окружности записывается уравнением, полученным из уравнения окружности:
{\displaystyle \left(x{\frac {y}{b}}\right)^{2}+(y-a)^{2}=a^{2},}
или
{\displaystyle y(b^{2}+x^{2})=2ab^{2};}
или
{\displaystyle y={\frac {2ab^{2}}{b^{2}+x^{2}}}.}
Полагают, что {\displaystyle a>0}, поскольку при {\displaystyle a=0} аньезиана вырождается в прямую {\displaystyle y=0} — ось абсцисс.
Относится к плоским алгебраически кривым 3-го порядка.
Аньезиана — это кривая, обладающая следующими простыми свойствами:
- неограниченная;
- имеет одну асимптоту.
- связная;
- имеет бесконечно удалённую изолированную точку в направлении оси ординат;
- особых точек нет;
- имеет одну ось симметрии.

Приведённое выше уравнение аньезианы в декартовой системе координат
{\displaystyle y(b^{2}+x^{2})=2ab^{2};}
(с площадью {\displaystyle S=2\pi ab} области, ограниченной кривой и асимптотой {\displaystyle y=0}) может быть записано по-другому:
- в сокращённой форме[5][15]:

{\displaystyle y(b^{2}+x^{2})=db^{2};}
где {\displaystyle d=2a} — диаметр базовой окружности гиперболизма (и площадью {\displaystyle S=\pi db});
- с изменённым параметром {\displaystyle 2a={\frac {r^{2}}{b}}} (и площадью {\displaystyle S=\pi r^{2}})[15]:

{\displaystyle y(b^{2}+x^{2})=br^{2}.}
Все уравнения, рассмотренные выше, имеют вертикальную ось симметрии (совпадающую с оью ординат) и асимптоту {\displaystyle y=0}, расположенную снизу от кривой. Но асимптоту можно расположить на графике и сверху, записав уравнение аньезианы в следующей форме:
{\displaystyle y(b^{2}+x^{2})=-2ab^{2}.}
У всех уравнений, рассмотренные выше, ось симметрии совпадает с осью ординат. У следующих уравнений ось симметрии аньезианы совпадает с осью абсцисс:
- асимптота {\displaystyle x=0} расположена слева от кривой:

{\displaystyle x(b^{2}+y^{2})=2ab^{2};}
- асимптота {\displaystyle x=0} расположена справа от кривой:

{\displaystyle x(b^{2}+y^{2})=-2ab^{2}.}

### Частные случаи
Верзиера (локон Аньези) — частный случай аньезианы при {\displaystyle b=2a} со следующим уравнением:
{\displaystyle y(4a^{2}+x^{2})=8a^{3}\,\,(y(d^{2}+x^{2})=d^{3},\,d=2a).}
Псевдоверзиера — частный случай аньезианы при {\displaystyle b=a} со следующим уравнением:
{\displaystyle y(a^{2}+x^{2})=2a^{3}\,\,(y(d^{2}+4x^{2})=d^{3},\,d=2a).}
Поскольку уравнение верзиеры можно записать в виде
{\displaystyle y(d^{2}+x^{2})=d^{3},}
а уравнение псевдоверзиеры в виде
{\displaystyle y(a^{2}+x^{2})=2a^{3},}
то псевдоверзиера получается удвоением ординат верзиеры, если {\displaystyle d=a,\,} другими словами, если диаметр образующей окружности верзиеры равен радиусу образующей окружности псевдоверзиеры.

### Вывод уравнения и геометрическое построение
Получить аньезиану {\displaystyle F(X,Y)} путём гиперболизма {\displaystyle X={\frac {bx}{y}},} {\displaystyle Y=y} базовой окружности {\displaystyle x^{2}+(y-a)^{2}=a^{2}} радиуса {\displaystyle a} с началом координат на этой окружности и базовой прямой {\displaystyle x=b}, перпендикулярной диаметру окружности с концом в начале координат можно двумя способами:
- исходя из уравнения образующей окружности:

{\displaystyle x^{2}+(y-a)^{2}=a^{2},}
{\displaystyle \left({\frac {Xy}{b}}\right)^{2}+(y-a)^{2}=a^{2},}
{\displaystyle Y(X^{2}+b^{2})=2ab^{2};}
- исходя из преобразования гиперболизма:

{\displaystyle X={\frac {bx}{y}},}
{\displaystyle X^{2}={\frac {b^{2}}{y^{2}}}x^{2},}
{\displaystyle y^{2}X^{2}=b^{2}(a^{2}-(y-a)^{2}),}
{\displaystyle Y(X^{2}+b^{2})=2ab^{2}.}
Получаем, что преобразование гиперболизма окружности:
- сохраняет ординату {\displaystyle y;}
- изменяет абсциссу {\displaystyle x} пропорционально абсциссе и обратно пропорционально ординате с постоянным коэффициентом {\displaystyle b.}

Выясним роль образующих окружности и прямой, построив аньезиану геометрически (см. рисунок справа):
- выберем внутри диаметра образующей окружности произвольную точку с ординатой {\displaystyle y''}, которая будет также и ординатой аньезианы;
- проведём прямую {\displaystyle y=y''}, которая пересечётся с образующей окружностью в точке {\displaystyle P''=(x'',\,y''),\,} на которой будет расположена точка аньезианы;
- проведём образующую прямую {\displaystyle y=b};
- проведём прямую {\displaystyle OP''} через начало координат, которая пересечётся с образующей прямой {\displaystyle y=b} в точке {\displaystyle P'=(x',\,y')};
- проведём прямую {\displaystyle x=x'}через точку {\displaystyle P'}, которая пересечётся с прямой {\displaystyle y=y''} в точке {\displaystyle P} — точке аньезианы.

Так как полюс {\displaystyle O} находится на окружности, то иногда при построении аньезианы вместо окружности используют её точку {\displaystyle D}, диаметрально противоположную полюсу. При этом точка {\displaystyle P''} есть основание перпендикуляра, опущенного из точки {\displaystyle D} на произвольную прямую, проходящую через полюс (см. рисунок справа).
Получим уравнение аньезианы в декартовых координатах, исходя из её геометрического построения:
- пусть уравнение прямой {\displaystyle (O,\,P'')} есть

{\displaystyle y=mx},
где {\displaystyle m} — некоторый угловой коэффициент;
- тогда декартовы координаты точки {\displaystyle P''}, лежащей на окружности, будут

{\displaystyle P''={\frac {2am}{1+m^{2}}}(1,\,m),}
а точки {\displaystyle P'} —
{\displaystyle P'=b\left({\frac {1}{m}},\,1\right);}
- наконец,  координаты точки {\displaystyle P} получаются

{\displaystyle P=\left({\frac {b}{m}},\,{\frac {2am^{2}}{1+m^{2}}}\right),}
откуда уравнение аньезианы есть
{\displaystyle y(x^{2}+b^{2})=2ab^{2}.}
Другой способ получения уравнения аньезианы в декартовых координатах, исходя из её геометрического построения:
- имеет место пропорция

{\displaystyle {\frac {y''}{y''P''}}={\frac {b}{x''}},}
- имеет место соотношение

{\displaystyle y''P''={\sqrt {y''(2a-y'')}},}
- тогда

{\displaystyle {\frac {y''}{\sqrt {y''(2a-y'')}}}={\frac {b}{x''}},}
то есть
{\displaystyle y(x^{2}+b^{2})=2ab^{2}.}
Из подобных треугольников 0yP и 0bP' этого геометрического построения также можно получить уравнения преобразования гиперболизма, которое зависит только от образующей прямой {\displaystyle x=b} и не зависит от образующей кривой:
{\displaystyle {\frac {X}{x''}}={\frac {b}{y''}},} {\displaystyle Y=y'',}
{\displaystyle X={\frac {bx}{y}},} {\displaystyle Y=y.}
Образующая окружность есть антигиперболизм аньезианы.

### Уравнение в других координатных системах
Для перевода уравнения кривой из декартовой {\displaystyle (x,\,y)} в полярную систему координат {\displaystyle (r,\,\varphi )} (и обратно) используют соотношения
{\displaystyle x=r\cos \varphi ,\,} {\displaystyle y=r\sin \varphi ,\,} {\displaystyle x^{2}+y^{2}=r^{2},}
поэтому уравнение аньезианы будет следующим:
{\displaystyle y(x^{2}+b^{2})=2ab^{2},}
{\displaystyle r\sin \varphi (r^{2}\cos ^{2}\varphi +b^{2})=2ab^{2},}
или
{\displaystyle r^{3}\sin ^{3}\varphi =r\sin \varphi (r^{2}+b^{2})-2ab^{2}.}
В параметрическом виде уравнение аньезианы на вещественной декартовой плоскости
{\displaystyle y(x^{2}+b^{2})=2ab^{2}}
может быть таким:
{\displaystyle x=b\operatorname {tg} t,}
{\displaystyle y=2a\cos ^{2}t,}
где {\displaystyle t=\angle DOP'',\,} {\displaystyle -{\frac {\pi }{2}}\leqslant t\leqslant {\frac {\pi }{2}},}
или таким:
{\displaystyle x=t,}
{\displaystyle y={\frac {2ab^{2}}{b^{2}+t^{2}}},}
где {\displaystyle -\infty \leqslant t\leqslant \infty ,}
или таким:
{\displaystyle x=b\operatorname {ctg} t,}
{\displaystyle y=a(1-\cos {2t}),}
где {\displaystyle 0\leqslant t\leqslant \pi ,}
или таким:
{\displaystyle x=bt,}
{\displaystyle y={\frac {2a}{1+t^{2}}},}
где {\displaystyle -\infty \leqslant t\leqslant \infty .}
Из декартовых параметрических уравнений
{\displaystyle x=b\operatorname {tg} t,}
{\displaystyle y=2a\cos ^{2}t}
можно получить в параметрическом виде уравнение аньезианы в полярных координатах:
{\displaystyle r={\sqrt {b^{2}\operatorname {tg} ^{2}t+4a^{2}\cos ^{4}t}},}
{\displaystyle \operatorname {tg} \varphi ={\frac {2a\cos ^{3}t}{b\sin t}}.}

## Виды аньезиан
В этом разделе аньезианы определяются уравнением 
{\displaystyle y(b^{2}+x^{2})=2ab^{2}.}

### Точки перегиба и максимум
Вычислим вторую производную функции, задающей аньезиану:
{\displaystyle y={\frac {2ab^{2}}{x^{2}+b^{2}}},}
{\displaystyle {\frac {dy}{dx}}=-{\frac {4ab^{2}x}{(x^{2}+b^{2})^{2}}},}
{\displaystyle {\frac {d^{2}y}{d^{2}x}}=-{\frac {4ab^{2}}{(x^{2}+b^{2})^{2}}}+{\frac {16ab^{2}x^{2}}{(x^{2}+b^{2})^{3}}}=}
{\displaystyle =4ab^{2}{\frac {3x^{2}-b^{2}}{(x^{2}+b^{2})^{3}}}.}
В точке перегиба вторая производная функции меняет знак, то есть необходимое условие точки перегиба — равенство нулю второй производной функции (а заодно и кривизны кривой). Другими словами, точки перегиба суть решение следующего уравнения:
{\displaystyle {\frac {d^{2}y}{d^{2}x}}=4ab^{2}{\frac {3x^{2}-b^{2}}{(x^{2}+b^{2})^{3}}}=0.}
Получаем следующие точки перегиба аньезианы (см. рисунок справа):
{\displaystyle \left({\frac {\pm b}{\sqrt {3}}},\,{\frac {3a}{2}}\right),}
лежащие на прямой {\displaystyle y={\frac {3a}{2}}.}
Точки экстремума удовлетворяют уравнению
{\displaystyle {\frac {dy}{dx}}=-{\frac {4ab^{2}x}{(x^{2}+b^{2})^{2}}}=0,}
поэтому аньезиана имеет единственный максимум в точке {\displaystyle (0,\,2a)} на образующей окружности — вершину.

### Пересечение с образующей окружностью
Аньезиана
{\displaystyle y(b^{2}+x^{2})=2ab^{2};}
всегда пересекается с образующей окружностью
{\displaystyle (x-a)^{2}+y^{2}=a^{2}}
в точке вершины {\displaystyle (0,\,2a),}
и, кроме того, может пересекаться ещё в точках пересечения образующей прямой с образующей окружностью.
Найдём эти две точки. Для этого уравнение аньезианы
{\displaystyle x^{2}=b^{2}{\frac {2a-y}{y}}}
подставим в уравнение образующей окружности
{\displaystyle x^{2}=y(2a-y),}
получим:
{\displaystyle b^{2}{\frac {2a-y}{y}}=y(2a-y),}
{\displaystyle (2a-y)(b^{2}-y^{2})=0.}
Итак, две искомые точки задаются уравнением
{\displaystyle b^{2}-y^{2}=0}
при условии
{\displaystyle 0\leqslant y\leqslant 2a,}
то есть это точки
{\displaystyle (\pm {\sqrt {2ab-b^{2}}},\,b).}
В итоге аньезианы по точкам пересечения с образующей окружностью делятся на три вида (см. рисунок справа):
- при {\displaystyle 0<b<2a} имеем три точки пересечения: {\displaystyle (0,\,0),} {\displaystyle (2a,\,0)} и {\displaystyle (\pm {\sqrt {2ab-b^{2}}},\,b);}
- для пограничной верзиеры с {\displaystyle b=2a} две предыдущие точки пересечения {\displaystyle (\pm {\sqrt {2ab-b^{2}}},\,b)} сливаются с «тройной» точкой {\displaystyle (0,\,2a);}
- при {\displaystyle b>2a} имеем одну обычную точку пересечения {\displaystyle (0,\,2a).}